# Fritz Scherer (Fußballfunktionär)
Fritz Scherer (* 16. Februar 1940 in Augsburg; † 14. März 2025 in München) war ein deutscher Fußballfunktionär, Ökonom und Hochschullehrer. Bekanntheit erlangte er als langjähriger Präsident (1985 bis 1994) und Vizepräsident (1994 bis 2012) des FC Bayern München.

## Leben
Fritz Scherer wurde als drittes Kind der Geschäftsleute Fritz und Walburga Scherer, geb. Hammerl, in Augsburg geboren.
Zu Jugendzeiten spielte Scherer im Fußballclub BC Augsburg. Er hatte eine Stelle als Geschäftsführer im Fleischwaren-Unternehmen Rudolf Houdeks inne. Von 1979 bis 1985 war Scherer Schatzmeister beim FC Bayern München. In den darauffolgenden Jahren war er als Nachfolger von Willi O. Hoffmann Präsident des Vereins; während seiner Amtszeit stieg der FC Bayern 1987 zum Rekordmeister auf. 1994 wurde er von Franz Beckenbauer abgelöst, seitdem übte er bis 2012 das Amt des Vizepräsidenten aus. Bis zum 1. April 2004 war er neben Karl-Heinz Wildmoser junior einer der beiden Geschäftsführer der Allianz Arena München Stadion GmbH. Scherer war bis 2003 außerdem Professor an der Fachhochschule Augsburg.
Auf der Jahreshauptversammlung des FC Bayern München 2012 stellte sich Scherer nicht mehr als Vizepräsident zur Wahl, sein Nachfolger wurde Karl Hopfner. Scherer wurde zum Ehren-Vizepräsidenten ernannt. Neben dem Amt des Vizepräsidenten des FC Bayern München war Scherer auch Mitglied im Aufsichtsrat des Vereins sowie im Steuer- und Wirtschaftsausschuss des DFB.
Fritz Scherer starb 2025, rund einen Monat nach seinem 85. Geburtstag.